# Jean-Ghislain Delcuve
Jean-Ghislain Delcuve (Mons, 24 dicembre 1895 – Mons, 13 agosto 1963) è stato un missionario e vescovo cattolico belga.

## Biografia
Abbracciò la vita religiosa tra i cappuccini della provincia belga dell'ordine il 26 dicembre 1913 e fu ordinato prete il 28 febbraio 1920.
Fu destinato alle missioni del suo ordine nel vicariato apostolico dell'Ubanghi, nel Congo belga, dove giunse nel 1926. Fu anche superiore regolare della missione cappuccina.
Nel 1948 fu promosso all'episcopato con il titolo di Bargilia e nominato vicario apostolico dell'Ubanghi belga.
Fondò la congregazione indigena delle suore Figlie di Maria di Molegbe.
Lasciata la guida del vicariato nel 1958, rientrò in patria e si stabilì nella sua città natale, dove morì.

## Genealogia episcopale
La genealogia episcopale è:
- Cardinale Scipione Rebiba
- Cardinale Giulio Antonio Santori
- Cardinale Girolamo Bernerio, O.P.
- Arcivescovo Galeazzo Sanvitale
- Cardinale Ludovico Ludovisi
- Cardinale Luigi Caetani
- Cardinale Ulderico Carpegna
- Cardinale Paluzzo Paluzzi Altieri degli Albertoni
- Papa Benedetto XIII
- Papa Benedetto XIV
- Papa Clemente XIII
- Cardinale Marcantonio Colonna
- Cardinale Giacinto Sigismondo Gerdil, B.
- Cardinale Giulio Maria della Somaglia
- Cardinale Carlo Odescalchi, S.I.
- Vescovo Eugène-Charles-Joseph de Mazenod, O.M.I.
- Cardinale Joseph Hippolyte Guibert, O.M.I.
- Cardinale François-Marie-Benjamin Richard de la Vergne
- Cardinale Pietro Gasparri
- Cardinale Clemente Micara
- Cardinale Jozef-Ernest Van Roey
- Vescovo Jean-Marie Van Cauwenbergh
- Vescovo Jean-Ghislain Delcuve, O.F.M. Cap.